# Лопухов Олександр Михайлович
Олекса́ндр Миха́йлович Лопухо́в (12 вересня 1925, Городня — 14 вересня 2009, Київ) — український живописець. Народний художник УРСР (з 1964 року), професор. Член-кореспондент Академії мистецтв СРСР (з 1975 року). Дійсний член Академії мистецтв України (з 1997 року). Депутат Верховної Ради СРСР 11-го скликання.

## Біографія
Народився 12 вересня 1925 в місті Городні (тепер Чернігівської області). З 1944 по 1945 рік служив у Радянській армії, учасник німецько-радянської війни.
У 1953 році закінчив Київський художній інститут у Сергія Григор'єва, Костянтина Єлеви, Олексія Шовкуненка, у 1957 році — аспірантуру при ньому. З 1953 року працював викладачем середньої художньої школи.
У 1962—1968 роках — заступник голови правління Спілки художників України. Член КПРС з 1969 року.
У 1973—1985 роках — ректор Київського державного художнього інституту, від 1979 року — професор.
У 1983—1989 роках — голова правління Спілки художників Української РСР, секретар правління Спілки художників СРСР.

Могила Олександра Лопухова

Помер 14 вересня 2009 року. Похований в Києві на Байковому кладовищі (ділянка № 33).

## Творчість
1961 року Олександр Лопухов створює велике історичне полотно «П'яте квітня 1847 року», на якому зображує трагічний момент з життя Т. Г. Шевченка — арешт під час переправи на другий берег Дніпра, після якого поета чекають довгі роки заслання. Цей твір вважають одним з найкращих в творчому доробку художника. Як зазначає Ігор Шаров, образ сучасника раз у раз хвилює митця. Передусім це пов'язано з поглибленням світовідчуття, потребою осмислити нові життєві явища. Лопухов пише низку цікавих портретів «Жіночий портрет», «Лариса», «Оксана», «Скульптор Супрун» (1968 року), що позначені ліричним трактуванням, глибоким проникненням у світ героїв, легкістю і розкутістю живоносної мови.
Як колишнього фронтовика, Лопухова не полишають спогади про події Другої Світової війни. До розкриття теми війни художник прийде тільки через двадцять років по її завершенню. Він задумав низку картин, де хотів із чіткою логічною послідовністю створити літопис тяжких фронтових буднів, показати подвиг людей, які захищали свою вітчизну. Усі почуття і творчі задуми були реалізовані в картинах художника «Реквієм» (1965), «Війна» (1969), «Сильні духом» (1967), «Місячна соната» (1970), «Рік 1945-й» (1973), «В Берліні» (1974), «Перемога» (1975).
У своїй творчості Лопухов звертається до української історії. Зокрема, він виконав серію творів, що показують визвольну боротьбу українського народу проти пригноблення і безправ'я, за незалежність. Цим подіям присвячені його полотна «Повстання сіроми на Січі 1786 року», (1074), «Вольниця» (1978—1979), «Устим Кармалюк» (1980—1982). Усі ці картини різні за сюжетом і кольоровою гамою, але їх об'єднує гострота композиції, яскравість образів, героїко-епічне звучання.

## Родина
Дружина Надія Йосипівна Лопухова — графік-живописець, дочка Світлана Олександрівна Лопухова — живописець, дочка Наталія Олександрівна Лопухова — графік.

## Твори
- «Київські комунари. Арсенальці» (1956—1960).
- «Війна» (1968—1969).
- «Вольниця» (1978—1979).
- «Матір людська» (1985).
- «Село Вербівка. За колоски» (1988—1989).
- «Моє дитинство. Голод» (1988—1989).
- «Дівчата» (1990).
- «Тайна вечеря» (1994).
- Портрети — А. Кочерги (1990) та ін.

## Відзнаки
- Шевченківська премія (1980) — за картини «Сильні духом», «Війна», «Місячна соната», «Перемога», «Вихор Жовтня», «Вольниця».
- Заслужений діяч мистецтв Польщі.
- Лауреат Золотої медалі імені Митрофана Грекова.